# Detlef Tabbert

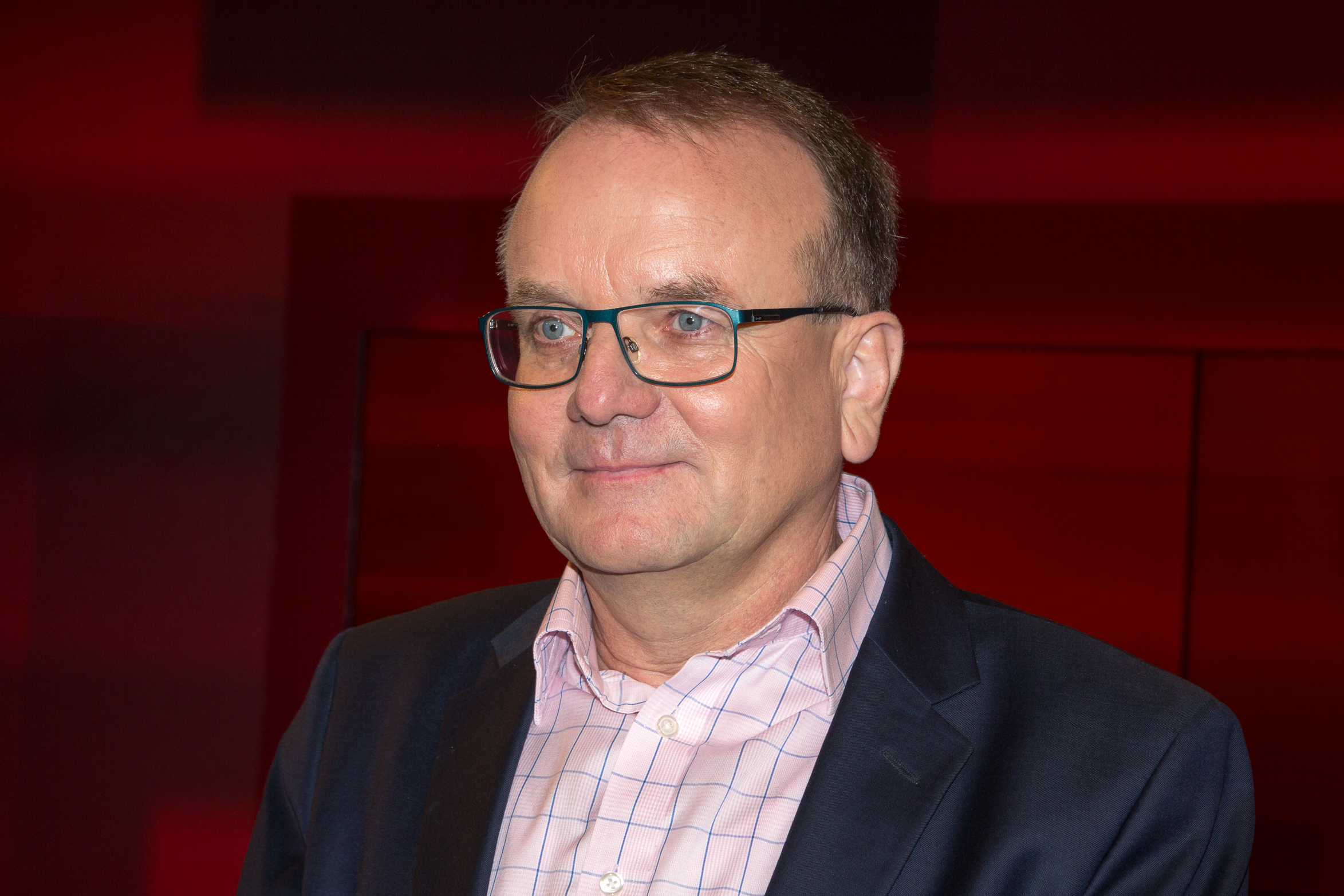
Detlef Tabbert (2016)

Detlef Tabbert (* 17. Juni 1960 in Templin, Bezirk Neubrandenburg, DDR) ist ein deutscher Politiker (BSW, davor Die Linke). Er ist seit 2024 Minister für Infrastruktur und Landesplanung des Landes Brandenburg. Davor war er von 2010 bis 2024 Bürgermeister der Stadt Templin.

## Leben
Tabbert wurde als eines von drei Geschwistern in Templin geboren. Nach dem Abitur absolvierte er in Jürgenstorf (Kreis Malchin) eine Berufsausbildung zum Facharbeiter für Landwirtschaft. Bis 1990 arbeitete Tabbert im Agrarbetrieb in Haßleben (Kreis Templin) und übernahm die Funktion des Bereichsleiters für das Sozialwesen. Parallel dazu absolvierte er ein Fernstudium an der Hochschule für Recht und Verwaltung in Potsdam, das er 1990 als Diplom-Verwaltungswirt (FH) abschloss. Von 1992 bis 2010 war Tabbert Geschäftsführer und ab 2002 auch Vorstand der Uckermark Leasing AG. Zusätzlich studierte er von 1995 bis 1998 in Freiburg im Breisgau und erlangte dort den Abschluss als Diplom-Finanzierungswirt (VWA).
Er ist seit 1986 verheiratet und hat einen Sohn.

## Politischer Werdegang
2010 trat Tabbert in die Partei Die Linke ein und wurde im selben Jahr in einer Stichwahl mit 63,4 % der Stimmen zum Bürgermeister von Templin gewählt. Acht Jahre später wurde er im ersten Wahlgang mit 61,1 Prozent der Stimmen wiedergewählt. Im Mai 2024 entschied er sich, Die Linke zu verlassen, trat dem Bündnis Sahra Wagenknecht (BSW) bei und wurde kurz darauf in den Vorstand des BSW Brandenburg gewählt. Nach den Landtagswahlen in Brandenburg war Tabbert bei den Koalitionsverhandlungen Teil des fünfköpfigen Sondierungsteams des BSW für die Gespräche mit der SPD. Er vertrat dabei das BSW in der Arbeitsgruppe für Infrastruktur, Landwirtschaft und Umwelt. Am 11. Dezember 2024 wurde er zum Minister für Infrastruktur und Landesplanung des Landes Brandenburg im Kabinett Woidke IV ernannt.

## Sonstiges

### Öffentlicher Nahverkehr
Als Bürgermeister der Stadt Templin hat Tabbert Erfahrungen mit dem fahrscheinlosen Busverkehr gesammelt. Dieses Projekt seines Vorgängers Ulrich Schoeneich sorgte bundesweit für Aufsehen. In seiner Amtszeit als Verkehrsminister in Brandenburg will er ebenfalls den öffentlichen Nahverkehr stärken. Er setzt dabei auf die Optimierung der Bahnanbindungen und Taktungen, den Ausbau der Ostbahn von Berlin nach Küstrin und auf die Prüfung von Reaktivierungen stillgelegter Bahnlinien. Unumstritten ist für den Verkehrsminister das Deutschlandticket.

### Wohnungsbau
Tabbert kündigte an, als Minister wolle er mehr Flächen für den sozialen Wohnungsbau in Kommunen ermöglichen und Entscheidungen beschleunigen.